# Microrregión de la Baixada Maranhense
La microrregión de la Baixada Maranhense es una de las microrregiones del estado brasileño del Maranhão perteneciente a la mesorregión Norte Maranhense. Su población según el censo de 2010 es de 564.191 habitantes y está dividida en 21 municipios. Su población está formada por una mayoría de negros y mulatos 64.1, blancos 22.0, caboclos(mestizos de indios y blancos)13.7, asiáticos 0.1 e indígenas 0.1, los indígenas que habitaban la región en 2010 sumaban 307 personas. Posee un área total de 17.579,366 km².

## Municipios
- Anajatuba
- Arari
- Bela Vista do Maranhão
- Cajari
- Conceição do Lago-Açu
- Igarapé do Meio
- Matinha
- Monção
- Olinda Nova do Maranhão
- Palmeirândia
- Pedro do Rosário
- Penalva
- Peri Mirim
- Pinheiro
- Presidente Sarney
- Santa Helena
- São Bento
- São João Batista
- São Vicente Ferrer
- Viana
- Vitória do Mearim

- Datos: Q2540276